# Miyu Katō
Miyu Katō (加藤 未唯?, Katō Miyu; Kyoto, 21 novembre 1994) è una tennista giapponese.

## Carriera
In singolare, ha raggiunto una finale WTA al Japan Women's Open Tennis nel 2017, persa contro la kazaka Zarina Dijas. Ha raggiunto il suo best-ranking il 15 gennaio 2018, alla posizione n°141.
In doppio, ha vinto 4 titoli, il più importante dei quali al Premier di Tokyo nel 2018 assieme a Makoto Ninomiya; negli slam, ha raggiunto come miglior risultato la semifinale all'Australian Open 2017, raggiunta con la connazionale Eri Hozumi. Ha colto il suo best-ranking nell'ottobre 2023, raggiungendo la 27ª posizione mondiale.
In doppio misto vanta un titolo Major, colto nel 2023 al Roland Garros assieme a Tim Pütz.
Nel circuito ITF, ha vinto 4 titoli in singolare e 13 titoli in doppio in carriera.
Fa parte della squadra giapponese di Fed Cup, dove vanta un record di 6 vittoria e 1 sconfitta.
Ha vinto una medaglia di bronzo ai XVIII Giochi asiatici del 2018 a Giacarta insieme a Makoto Ninomiya.

## Statistiche WTA

### Singolare

#### Sconfitte (1)
| Legenda               | Legenda      |
| --------------------- | ------------ |
| Grande Slam (0)       |              |
| Argenti Olimpici (0)  |              |
| WTA Finals (0)        |              |
| WTA Elite Trophy (0)  |              |
| Dal 2009 al 2020      | Dal 2021     |
| Premier Mandatory (0) | WTA 1000 (0) |
| Premier 5 (0)         | WTA 1000 (0) |
| Premier (0)           | WTA 500 (0)  |
| International (1)     | WTA 250 (0)  |

| N. | Data              | Torneo                    | Superficie | Avversaria in finale | Punteggio |
| 1. | 17 settembre 2017 | Japan Women's Open, Tokyo | Cemento    | Zarina Dijas         | 2-6, 5-7  |

### Doppio

#### Vittorie (5)
| Legenda               | Legenda      |
| --------------------- | ------------ |
| Grande Slam (0)       |              |
| Ori Olimpici (0)      |              |
| WTA Finals (0)        |              |
| WTA Elite Trophy (0)  |              |
| Dal 2009 al 2020      | Dal 2021     |
| Premier Mandatory (0) | WTA 1000 (0) |
| Premier 5 (0)         | WTA 1000 (0) |
| Premier (1)           | WTA 500 (0)  |
| International (1)     | WTA 250 (3)  |

| N. | Data              | Torneo                        | Superficie    | Compagna        | Avversarie in finale                       | SPunteggiocore      |
| 1. | 10 aprile 2016    | Katowice Open, Katowice       | Cemento (i)   | Eri Hozumi      | Valentina Ivachnenko Marina Mel'nikova     | 3-6, 7-5, [10-8]    |
| 2. | 22 settembre 2018 | Pan Pacific Open, Tokyo       | Sintetico (i) | Makoto Ninomiya | Andrea Sestini Hlaváčková Barbora Strýcová | 6-4, 6-4            |
| 3. | 8 gennaio 2023    | ASB Classic, Auckland         | Cemento       | Aldila Sutjiadi | Leylah Fernandez Bethanie Mattek-Sands     | 1-6, 7-5, [10-4]    |
| 4. | 26 agosto 2023    | Tennis in the Land, Cleveland | Cemento       | Aldila Sutjiadi | Nicole Melichar-Martinez Ellen Perez       | 6-4, 6(4)-7, [10-8] |
| 5. | 4 febbraio 2024   | Thailand Open, Hua Hin        | Cemento       | Aldila Sutjiadi | Guo Hanyu Jiang Xinyu                      | 6-4, 1-6, [10-7]    |

#### Sconfitte (11)
| Legenda               | Legenda      |
| --------------------- | ------------ |
| Grande Slam (0)       |              |
| Argenti Olimpici (0)  |              |
| WTA Finals (0)        |              |
| WTA Elite Trophy (1)  |              |
| Dal 2009 al 2020      | Dal 2021     |
| Premier Mandatory (0) | WTA 1000 (1) |
| Premier 5 (0)         | WTA 1000 (1) |
| Premier (0)           | WTA 500 (1)  |
| International (5)     | WTA 250 (3)  |

| N.  | Data              | Torneo                         | Superficie  | Compagna        | Avversarie in finale                        | Punteggio           |
| 1.  | 14 febbraio 2016  | Taiwan Open, Kaohsiung         | Cemento     | Eri Hozumi      | Chan Hao-ching Chan Yung-jan                | 4-6, 3-6            |
| 2.  | 7 gennaio 2018    | ASB Classic, Auckland          | Cemento     | Eri Hozumi      | Sara Errani Bibiane Schoofs                 | 5-7, 1-6            |
| 3.  | 16 settembre 2018 | Japan Women's Open, Hiroshima  | Cemento     | Makoto Ninomiya | Eri Hozumi Zhang Shuai                      | 2-6, 4-6            |
| 4.  | 13 ottobre 2019   | Tianjin Open, Tientsin         | Cemento     | Nao Hibino      | Shūko Aoyama Ena Shibahara                  | 3-6, 5-7            |
| 5.  | 8 marzo 2020      | Monterrey Open, Monterrey      | Cemento     | Wang Yafan      | Kateryna Bondarenko Sharon Fichman          | 6-4, 3-6, [7-10]    |
| 6.  | 23 luglio 2022    | Hamburg European Open, Amburgo | Terra rossa | Aldila Sutjiadi | Sophie Chang Angela Kulikov                 | 3-6, 6-4, [6-10]    |
| 7.  | 9 ottobre 2022    | Jasmin Open, Monastir          | Cemento     | Angela Kulikov  | Kristina Mladenovic Kateřina Siniaková      | 2-6, 0-6            |
| 8.  | 29 ottobre 2023   | WTA Elite Trophy, Zhuhai       | Cemento (i) | Aldila Sutjiadi | Beatriz Haddad Maia Veronika Kudermetova    | 3-6, 3-6            |
| 9.  | 23 giugno 2024    | Birmingham Classic, Birmingham | Erba        | Zhang Shuai     | Hsieh Su-wei Elise Mertens                  | 1-6, 3-6            |
| 10. | 22 settembre 2024 | Korea Open, Seul               | Cemento     | Zhang Shuai     | Nicole Melichar-Martinez Ljudmila Samsonova | 1-6, 0-6            |
| 11. | 30 marzo 2025     | Miami Open, Miami              | Cemento     | Cristina Bucșa  | Mirra Andreeva Diana Šnajder                | 3-6, 7-6(5), [2-10] |

### Doppio misto

#### Vittorie (1)
| Legenda                 |
| ----------------------- |
| Australian Open (0)     |
| Open di Francia (1)     |
| Torneo di Wimbledon (0) |
| US Open (0)             |
| Ori Olimpici (0)        |

| N. | Data          | Torneo                  | Superficie  | Compagno | Avversari in finale            | Punteggio        |
| 1. | 8 giugno 2023 | Open di Francia, Parigi | Terra rossa | Tim Pütz | Bianca Andreescu Michael Venus | 4-6, 6-4, [10-6] |

## Circuito WTA 125

### Doppio

#### Vittorie (2)
| N. | Data             | Torneo                    | Superficie | Compagna      | Avversarie in finale       | Punteggio           |
| 1. | 25 novembre 2016 | Hawaii Open, Honolulu     | Cemento    | Eri Hozumi    | Nicole Gibbs Asia Muhammad | 6(3)-7, 6-3, [10-8] |
| 2. | 20 agosto 2022   | Vancouver Open, Vancouver | Cemento    | Asia Muhammad | Tímea Babos Angela Kulikov | 6-3, 7-5            |

#### Sconfitte (1)
| N. | Data           | Torneo               | Superficie  | Compagna           | Avversarie in finale                    | Punteggio        |
| 1. | 14 maggio 2022 | Clarins Open, Parigi | Terra rossa | Oksana Kalašnikova | Beatriz Haddad Maia Kristina Mladenovic | 7-5, 4-6, [4-10] |

## Statistiche ITF

### Singolare

#### Vittorie (4)
| Torneo $100.000 (0) |
| Torneo $80.000 (0)  |
| Torneo $75.000 (0)  |
| Torneo $60.000 (1)  |
| Torneo $50.000 (0)  |
| Torneo $25.000 (3)  |
| Torneo $15.000 (0)  |
| Torneo $10.000 (0)  |

| N. | Data             | Torneo                                          | Superficie  | Avversaria in finale | Score            |
| 1. | 24 maggio 2015   | Karyizawa Yonex Open, Karuizawa                 | Sintetico   | Makoto Ninomiya      | 7-6(5), 5-7, 6-1 |
| 2. | 18 luglio 2015   | Chang ITF Thailand Pro Circuit Bangkok, Bangkok | Cemento     | Nigina Abduraimova   | 7–5, 6–2         |
| 3. | 27 marzo 2016    | ACT Clay Court International, Canberra          | Terra rossa | Anna Bondár          | 6–4, 7-6(3)      |
| 4. | 25 dicembre 2022 | All Japan Indoor Tennis Championships, Kyoto    | Cemento (i) | Yuriko Miyazaki      | 6-4, 2-6, 6-2    |

#### Sconfitte (4)
| Torneo $100.000 (0) |
| Torneo $80.000 (0)  |
| Torneo $75.000 (0)  |
| Torneo $60.000 (0)  |
| Torneo $50.000 (0)  |
| Torneo $25.000 (3)  |
| Torneo $15.000 (0)  |
| Torneo $10.000 (1)  |

| N. | Data             | Torneo                                                                     | Superficie | Avversaria in finale | Score              |
| 1. | 4 agosto 2013    | Pro Tennis Classic Fort Worth, Fort Worth                                  | Cemento    | Lauren Embree        | 6–3, 1–6, 1–3 rit. |
| 2. | 31 maggio 2015   | Bankaltim Women's Circuit, Balikpapan                                      | Cemento    | Lu Jiajing           | 4-6, 4-6           |
| 3. | 25 ottobre 2015  | Hamanako Tokyu Cup, Hamamatsu                                              | Sintetico  | Shūko Aoyama         | 2–6, 1–6           |
| 4. | 13 novembre 2022 | Yokohama Keio Challenger Women's International Tennis Tournament, Yokohama | Cemento    | Han Na-lae           | 5-7, 0-6           |

### Doppio

#### Vittorie (13)
| Torneo $100.000 (1) |
| Torneo $80.000 (1)  |
| Torneo $75.000 (1)  |
| Torneo $60.000 (0)  |
| Torneo $50.000 (0)  |
| Torneo $25.000 (5)  |
| Torneo $15.000 (2)  |
| Torneo $10.000 (3)  |

| N.  | Data              | Torneo                                          | Superficie    | Compagna        | Avversarie in finale               | Score            |
| 1.  | 11 settembre 2011 | Yusa Open, Kyoto                                | Sintetico (i) | Riko Sawayanagi | Kazusa Ito Tomoko Taira            | 6–4, 7–6(5)      |
| 2.  | 21 ottobre 2012   | Gosen Cup, Makinohara                           | Sintetico     | Eri Hozumi      | Monique Adamczak Caroline Garcia   | 7–6(6), 6–3      |
| 3.  | 14 settembre 2013 | Yusa Open, Kyoto                                | Sintetico (i) | Hiroko Kuwata   | Mana Ayukawa Emi Mutaguchi         | 6-4, 6-2         |
| 4.  | 4 luglio 2014     | Chang ITF Thailand Pro Circuit Bangkok, Bangkok | Cemento       | Akiko Ōmae      | Kamonwan Buayam Nungnadda Wannasuk | 6-0, 6-0         |
| 5.  | 3 aprile 2015     | Chang ITF Thailand Pro Circuit Bangkok, Bangkok | Cemento       | Nao Hibino      | Miyabi Inoue Akiko Ōmae            | 6-4, 6-2         |
| 6.  | 23 maggio 2015    | Karyizawa Yonex Open, Karuizawa                 | Sintetico     | Rika Fujiwara   | Mana Ayukawa Makoto Ninomiya       | 6-2, 6-0         |
| 7.  | 13 giugno 2015    | Kashiwa Open, Kashiwa                           | Cemento       | Akiko Ōmae      | Mana Ayukawa Makoto Ninomiya       | 6–2, 5–7, [10–8] |
| 8.  | 20 giugno 2015    | Incheon Women's Challenger, Incheon             | Cemento       | Kotomi Takahata | Choi Ji-hee Kim Na-ri              | 4–6, 6–3, [10–7] |
| 9.  | 7 maggio 2016     | Kangaroo Cup, Gifu                              | Cemento       | Eri Hozumi      | Hiroko Kuwata Ayaka Okuno          | 6-1, 6-2         |
| 10. | 6 maggio 2017     | Kangaroo Cup, Gifu                              | Cemento       | Eri Hozumi      | Katy Dunne Julia Glushko           | 6-4, 6-2         |
| 11. | 12 maggio 2017    | SMA Cup Sant'Elia, Roma                         | Terra rossa   | Eri Hozumi      | Ekaterine Gorgodze Melanie Stokke  | 6-1, 6-4         |
| 12. | 17 agosto 2019    | Vancouver Open, Vancouver                       | Cemento       | Nao Hibino      | Naomi Broady Erin Routliffe        | 6-2, 6-2         |
| 13. | 12 febbraio 2022  | Magic Tours, Monastir                           | Cemento       | Kisa Yoshioka   | Kristina Dmitruk Inès Ibbou        | 6-4, 7-5         |

#### Sconfitte (13)
| Torneo $100.000 (2) |
| Torneo $80.000 (0)  |
| Torneo $75.000 (0)  |
| Torneo $60.000 (2)  |
| Torneo $50.000 (1)  |
| Torneo $25.000 (1)  |
| Torneo $15.000 (3)  |
| Torneo $10.000 (4)  |

| N.  | Data              | Torneo                                                   | Superficie    | Compagna        | Avversarie in finale                    | Score               |
| 1.  | 15 settembre 2012 | Yusa Open, Kyoto                                         | Sintetico (i) | Misaki Mori     | Nao Hibino Emi Mutaguchi                | 4-6, 3-6            |
| 2.  | 5 gennaio 2013    | Sunrise Aluminium Women's Circuit, Hong Kong             | Cemento       | Eri Hozumi      | Tian Ran Tang Haochen                   | 2–6, 1–6            |
| 3.  | 12 gennaio 2013   | Sunrise Aluminium Women's Circuit, Hong Kong             | Cemento       | Eri Hozumi      | Xin Wen Li Yihong                       | 6–4, 1–6, [10–12]   |
| 4.  | 21 settembre 2013 | Cairns Tennis International, Cairns                      | Cemento       | Yurina Koshino  | Isabella Holland Sally Peers            | 6(2)–7, 6–4, [7–10] |
| 5.  | 1º marzo 2014     | Chang ITF Thailand Pro Circuit Nonthaburi, Nonthaburi    | Cemento       | Yuuki Tanaka    | Nungnadda Wannasuk Varunya Wongteanchai | 2–6, 2–6            |
| 6.  | 12 aprile 2014    | Melbourne Park Tennis International, Melbourne           | Terra rossa   | Yuuki Tanaka    | Jessica Moore Aleksandrina Najdenova    | 5-7, 7-6(5), [7-10] |
| 7.  | 28 luglio 2014    | Wuhan World Tennis Tour, Wuhan                           | Cemento       | Makoto Ninomiya | Han Xinyun Zhang Kailin                 | 4-6, 2-6            |
| 8.  | 27 marzo 2016     | ACT Clay Court International, Canberra                   | Terra rossa   | Eri Hozumi      | Ashleigh Barty Arina Rodionova          | 7-5, 3-6, [7-10]    |
| 9.  | 21 ottobre 2017   | Suzhou Ladies Open, Suzhou                               | Cemento       | Eri Hozumi      | Jacqueline Cako Nina Stojanović         | 6-2, 5-7, [2-10]    |
| 10. | 24 marzo 2018     | ACT Clay Court International, Canberra                   | Terra rossa   | Makoto Ninomiya | Priscilla Hon Dalila Jakupovič          | 4-6, 6-4, [7-10]    |
| 11. | 23 gennaio 2021   | Artengo Open Series, Adalia                              | Terra rossa   | Haine Ogata     | Victoria Bosio Gabriela Cé              | 4-6, 3-6            |
| 12. | 8 maggio 2021     | LTP Charleston Pro Tennis, Charleston                    | Terra verde   | Eri Hozumi      | Caty McNally Storm Sanders              | 5-7, 6-4, [6-10]    |
| 13. | 16 maggio 2021    | FineMark Women's Pro Tennis Championship, Bonita Springs | Terra verde   | Eri Hozumi      | Erin Routliffe Aldila Sutjiadi          | 3-6, 6-4, [6-10]    |

## Grand Slam Junior

### Doppio

#### Sconfitte (1)
| Tornei del Grande Slam  |
| ----------------------- |
| Australian Open (1)     |
| Open di Francia (0)     |
| Torneo di Wimbledon (0) |
| US Open (0)             |

| N. | Data            | Torneo                     | Superficie | Compagna   | Avversarie in finale           | Punteggio |
| 1. | 29 gennaio 2011 | Australian Open, Melbourne | Cemento    | Eri Hozumi | An-Sophie Mestach Demi Schuurs | 2-6, 3-6  |